# Sebastópolis (Ponto)
Sebastópolis fue una ciudad situada dentro de la provincia romana de Capadocia. Corresponde con la actual población turca de Sulusaray en la provincia de Tokat, región del Mar Negro.

## Historia prerromana
La ciudad se hallaba en el lugar donde la ruta que conducía desde Amasea a Sebaste se cruzaba con la que desde Tavium (cerca del actual pequeño pueblo de Büyüknefes) llegaba hasta Neocaesarea.
Previamente a su refundación por los romanos, portaba el nombre de Carana. Estaba incluida dentro del reino del Ponto y pertenecía al distrito de Zela (la actual Zile turca). También fue conocida como Heracleópolis debido a que Hércules era la principal deidad de la ciudad.
Tras las guerras de la república romana contra este reino, la ciudad fue incluida dentro del territorio entregado por Marco Antonio al caudillo gálata Atepórix.

## Periodo romano
A la muerte de Atepórix, ocurrida durante el principado de Augusto —en el año 3 o 2 a. C.— el área gobernada por él fue anexionada al Imperio romano. Esta fecha se considera el inicio de la cronología de la ciudad. Algunos años después —probablemente en 19— fue refundada y recibió el nombre de «Sebastópolis». Su nueva denominación derivaba de la palabra griega sebastos (venerable), que era la traducción del término latino augustus. El otro nombre —Heracleópolis— con el que se le conocía, siguió usándose hasta bien entrado el gobierno de Trajano.
La ciudad fue incluida junto a otros asentamientos cercanos en un conventus, cuya localidad principal era Neocesarea (la actual Niksar). Trajano hizo de ella un centro de cultura romana dentro de su entorno indígena. Adriano visitó la ciudad en 124 y en las décadas posteriores se construyeron importantes edificaciones en la misma.
La tradición cristiana sostiene que a finales del siglo I, los apóstoles Matías y Andrés predicaron el evangelio en la ciudad.

## Periodo bizantino

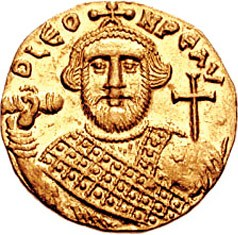
El emperador bizantino Leoncio fue derrotado por los omeyas junto a Sebastópolis en el año 692.

Durante el gobierno de Justiniano pasó administrativamente a la provincia de Armenia Secunda. El teólogo e historiador francés del siglo XVIII, Michel Le Quien, identifica cuatro obispos de la ciudad durante los primeros siglos del cristianismo:
Meletius (siglo IV)
Cecropius (año 451)
Gregorio (año 458)
Focio (año 692)
En el año 692 se libró en las cercanías la batalla de Sebastópolis, en la que un ejército del Califato Omeya derrotó a las tropas del Imperio bizantino comandadas por el emperador Leoncio.
Hasta el siglo XIII formaba parte de la diócesis eclesiástica de Sebaste.
De sus periodos romano y bizantinos quedan pocos restos en la actualidad: el arco de un puente sobre el río Çekerek, así como un cementerio bizantino.